# Chaetocnema producta
Chaetocnema producta är en skalbaggsart som beskrevs av R. White 1996. Chaetocnema producta ingår i släktet Chaetocnema och familjen bladbaggar. Inga underarter finns listade i Catalogue of Life.